# 宿戸駅
宿戸駅（しゅくのへえき）は、岩手県九戸郡洋野町にある、東日本旅客鉄道（JR東日本）八戸線の駅である。

## 歴史
- 1954年（昭和29年）8月5日：日本国有鉄道の駅として開業[2]。
- 1987年（昭和62年）4月1日：国鉄分割民営化により、JR東日本の駅となる[2]。
- 2011年（平成23年）3月11日：東北地方太平洋沖地震とこれにより発生した大津波により全線で不通。
- 2012年（平成24年）3月17日：運転再開。
- 2022年（令和4年）4月1日：久慈駅長廃止に伴い、八戸駅長管理下となる。
- 2024年（令和6年）10月1日：えきねっとQチケのサービスを開始[1][3]。

## 駅構造

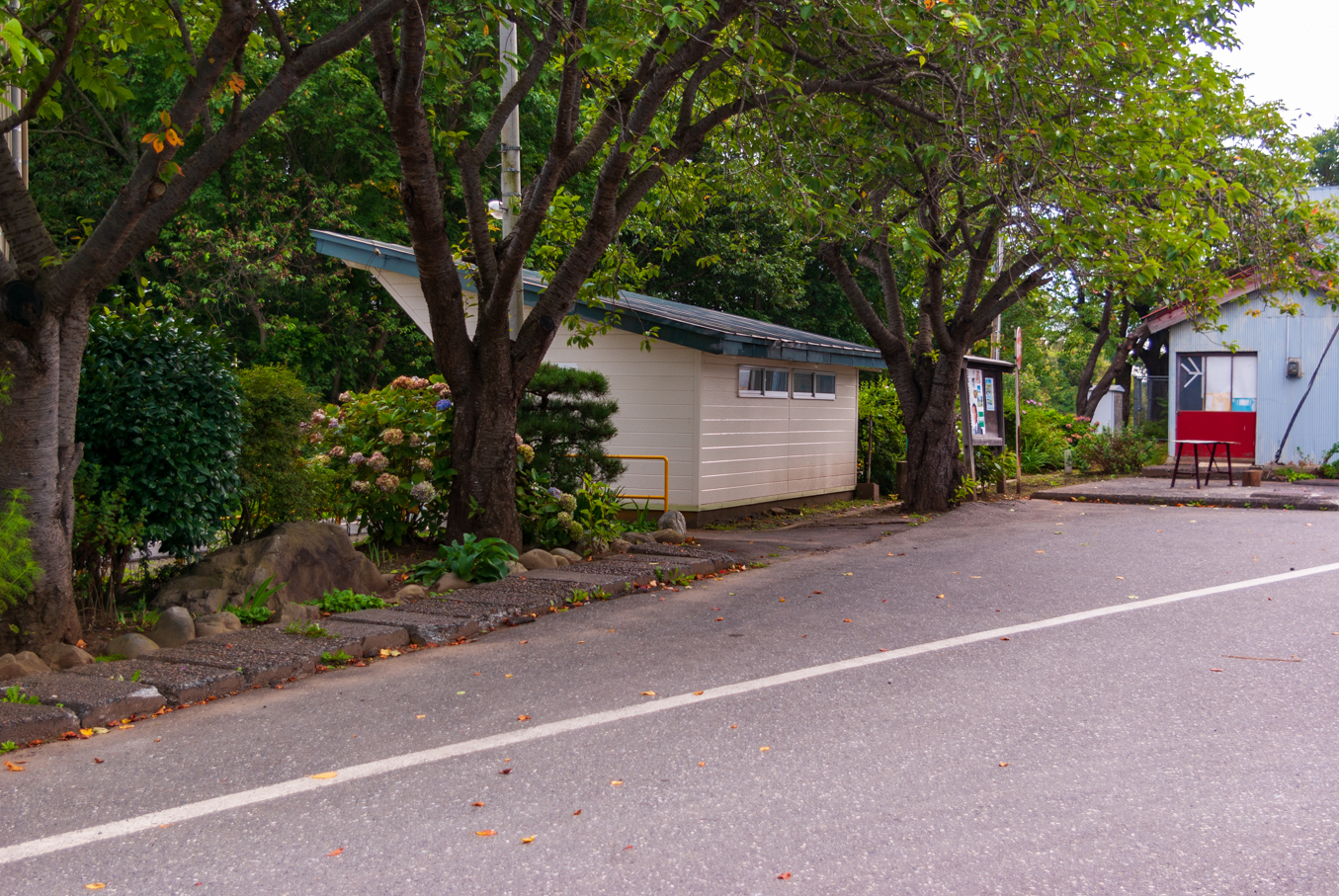
駅入口

単式ホーム1面1線を有する地上駅である。八戸駅管理の無人駅である。なお、2022年（令和4年）4月1日までは久慈駅長管理下の無人駅であった。

## 駅周辺
- 国道45号
- 久慈警察署宿戸駐在所
- 宿戸簡易郵便局
- 洋野町立宿戸小学校
- 洋野町立宿戸中学校 - 2020年（令和2年）3月末で閉校。
- 洋野町営バス「宿戸」停留所

## 隣の駅
東日本旅客鉄道（JR東日本）
■八戸線
玉川駅 - 宿戸駅 - 陸中八木駅